# Hyposmocoma albonivea
Hyposmocoma albonivea là một loài bướm đêm thuộc họ Cosmopterigidae. Nó là loài đặc hữu của Oahu. Loài địa phương ở núi Waianae.